# Diemiansk
Diemiansk (ros. Демянск) – osiedle typu miejskiego w Rosji, w obwodzie nowogrodzkim, nad rzekami Jawonią i Diemianką, siedziba rejonu. W 2010 liczyło 5365 mieszkańców.
Miejscowość wzmiankowana po raz pierwszy w 1441 roku. W 1824 roku do Diemianska przyłączono przyległe osady i nadano status miasta. W 1927 roku Diemiansk przekształcono w osiedle wiejskie, a w 1960 roku podniesiono do rangi osiedla typu miejskiego.
W 1942 roku wokół miejscowości stoczona została bitwa pomiędzy oddziałami Armii Czerwonej a Wehrmachtu.